# جان اف اوریان
جان فرانسیس اورایان (زاده ۲۱ اوت ۱۸۷۴ - درگذشته ۲۹ ژانویه ۱۹۶۱) وکیل، سیاستمدار، مقام دولتی و افسر نظامی منهتن، نیویورک سیتی بود. اورایان در طول جنگ جهانی اول به نام فرمانده لشکر ۲۷ کار کرد. اورایان بعد از این فرایند به عنوان مستخدم کمیسیون حمل و نقل ایالت نیویورک و مامور پلیس شهر نیویورک کار کرد. در طول جنگ جهانی دوم اورایان مدیر دفاع مدنی ایالت نیویورک شد.

## اوایل حرفه

نشان آستین شانه لشکر ۲۷ پیاده نظام. ستارگان صورت فلکی شکارچی را به رخ می کشند، جناسی در نام خانوادگی اوریان. "او" در لبه خروجی مخفف "او'رایان" می باشد و حروف داخل مخفف "ان وای دی" را برای "بخش نیویورک" ایجاد می کنند.

اوریان در تاریخ ۲۱ اوت ۱۸۷۴ در شهر نیویورک زاده شد. اوریان یک خواهر به اسم آنا وین اوریان داشت که خواننده ملودی بود.  اوریان در مدرسه های دولتی شهر نیویورک، سیتی دانشکده نیویورک و برنامه حقوق دانشگاه نیویورک  تحصیل نمود و در سال ۱۸۹۸ وکیل دادگستری شد. او در حالی که هنوز دانشجو بود در گارد ملی نیویورک نام نویسی کرد و در سال ۱۹۰۰ به عنوان ستوان دوم مأموریت خود را کسب کرد. 
در سال ۱۹۱۲ اوریان به عنوان سرلشکر و فرمانده گارد ملی نیویورک منتخب شد.  او در سال ۱۹۱۴ از دانشکده جنگ ارتش فارغ التحصیل گردید و در سال ۱۹۱۶ در ویلا اکسپدیشن  کار کرد.  
در سال ۱۹۱۴ اورایان مدرک حقوق خود را از دانشکده حقوق دانشگاه نیویورک به نام بخشی از کلاس ۱۸۹۶ کسب نمود .

## جنگ جهانی اول

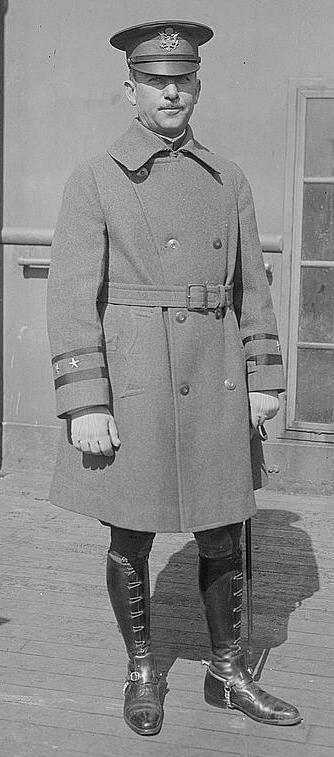
اورایان در طول جنگ جهانی اول

در ابتدای جنگ جهانی اول ، گارد ملی نیویورک به عنوان لشکر ۲۷ با اوریان به نام فرمانده و استنلی اچ. فورد به نام رئیس ستادآن در سال ۱۹۱۸ سامان هی گردید. ۲۷ شاهد مانور در بلژیک و فرانسه بود، و اوریان، جوان ترین فرمانده لشکر ارتش در حین ورود به اروپا ، تنها ژنرال گارد ملی بود که در طول جنگ فرماندهی نمود. بعد از برگشتن به ایالات متحده اوریان موسس لژیون آمریکایی بود . 

## پس از جنگ جهانی اول
از سال ۱۹۲۲ تا ۱۹۲۶ او جزو کمیسیون ترابری ایالت نیویورک بود.  در سال ۱۹۲۶ او در گسترش هوانوردی تجاری به نام شریک در پان امریکن ایرویز ویژه شد و بعدها رئیس خطوط هوایی استعماری گردید.  
در سال ۱۹۳۳ اوریان رژه هایی را رهبری می نمود که به کنش ها و رفتار با یهودیان در آلمان اعتراض نمودند و از دولت ایالات متحده برای پادرمیانی از جانب آنان حمایت نمود.  
در سال ۱۹۳۴ او کاندیدجمهوری خواه ها برای شهردار نیویورک بود، ولی به سود فیورلو لاگواردیا کناره رفت . وقتی که لاگاردیا پیروز شد، اوریان نصب را به عنوان کمیسر پلیس خود قبول نمود. اوریان بیشتر سال ۱۹۳۵ کار کرد و بعد ها به دلیل خصومت با محل لاگواردیا عدم مداخله در اختلاف های مدیریت کار کناره گیری نمود.   

## جنگ جهانی دوم
در سال ۱۹۴۰ اورایان با هشیاری رئیس جمهور فرانکلین دی دلانو روزولت . انجمنی که شامل اقتصاددان های وارن اس. هانسبرگر و سایمون ان. ویتنی بود، توسط فدراسیون اقتصادی ژاپن و شرکت سرمایه گذاری نیویورک ایستمن دیلون و شرکت دعوت گردید تا مسیر های خوب کرد روابط تجاری میان ژاپن و ایالات متحده را بررسی نمایند تا ژاپن ممکن است متحد آمریکا گردد. اوریان هنگامی که در ژاپن بود متوجه این شد که دولت ژاپن قصد این کار را دارد که پیمان سه جانبه را ایتالیای فاشیست و آلمان نازی امضا نماید. اوریان و گروهش گزارش خود را به فدراسیون اقتصادی ژاپن عرضه نمودند و به خانه برگشتند.  
در طول جنگ او به عنوان رئیس دفاع مدنی ایالت نیویورک و همچنین مشاور غیر رسمی وزیر جنگ هنری ال. استیمسون بود. در سال ۱۹۴۵ او به نام فرمانده ملی نظم نظامی جنگ های خارجی منصوب شد و در تاریخ ۷ دسامبر ۱۹۴۵ برای احترام گذاشتن به رئیس جمهور ترومن در کاخ سفید برخورد نمود. 

## جوایز
جوایز اوریان همانند مدال خدمات ویژه  و مدال پیروزی بود. او نشان های خارجی زیر را کسب نمود: نشان بریتانیایی سنت مایکل و سنت جورج (فرمانده شوالیه). سفارش سلطنتی ویکتوریا بریتانیا (فرمانده)؛ لژیون افتخار فرانسه (فرمانده)؛ صلیب نظامی فرانسوی با نخل; بلژیک لئوپولد  (فرمانده)؛ صلیب نظامی بلژیکی با نخل; و سفارش ایتالیایی مقدسین موریس و لازاروس . 
در سال ۱۹۱۹ اوریان دکترای سرافرازی حقوق (ال ال. دی.) از دانشگاه نیویورک کسب نمود. 

## مرگ و تدفین
سردار اوریان در  ژانویه ۱۹۶۱ در سالم جنوبی، نیویورک فوت کرد. اوریان در قبرستان ملی آرلینگتون، قسمت ۲، سایت یی-۱۷ ال اچ به خاک سپرده شد. 

## میراث
در سال ۱۹۵۲ یک ناحیه تعلیمی گارد ملی نیویورک در وترسفیلد، نیویورک به سرافرازی او، کمپ اورایان تعلق داده شد. از سال ۱۹۴۹ به نام یک سایت آموزشی استفاده می شد و تا سال ۱۹۷۴مورد استفاده واقع شد. در سال ۱۹۸۹ برای استفاده بازگردانده شد و در سال ۱۹۹۴ غیرفعال گردید. 